# Раб
Вижте пояснителната страница за други значения на Раб.
Раб (на хърватски: Rab) е остров в северната част на Хърватия близо до Далматинското крайбрежие в залива Кварнер в Адриатическо море.
Най-големите населени пунктове на остров Раб са Лопар (1191 души през 2001 г.), Барбат (1205 души през 2001 г.) и едноименният град Раб (437 жители през 2011 г.). На 17 октомври 1154 г. Раб е прикрепен към архиепископията на Задар. През 1828 г. диоцезът е обединен с този на Крък.

## География
Островът има площ 93,60 км² и дължина 22 км. Най-високата точка е Каменяк (410 м). Източната му част е скалиста и негостоприемна, за сметка на западната, която е покрита с гори (откъдето идва и старото латинско название на острова Arborea)
Остров Раб се издържа от земеделие, риболов, корабно строителство и туризъм. Той е отделен от близките острови Црес, Крък и Паг с проливи. С континенталната част е свързан с пътнически катамаран Риека – Раб – Новаля (о. Паг) и с ферибот Мишняк – Ябланац (разстоянието се взима за 15 минути).

## История
Раб е заселен в Древността от племето либурни (ок.IV век пр.н.е.). От III в. пр.н.е. нататък е част от Римската република, а впоследствие - и на Римската империя. Той е в римската провинция Далмация. 
Островът е родно място на Свети Марин, основал през 301 г. Сан Марино, където търси спасение от преследванията срещу християните при управлението на император Диоклециан. Първият известен епископ на остров Раб е Титиан, чието име фигурира сред участниците в църковния съвет, свикан през 532 г. в Амфиса. 
През Ранното Средновековие е владение на Византия. Попада в границите на тема Далмация, но по това време до голяма степен ромейската власт е вече само номинална. През 1069 г. хърватският крал Петър Крешимир IV сключва договор с Византия, според който Адриатическото крайбрежие, за което хърватите се борят цял век, преминава във властта на Хърватското кралство.
През 1412 г. Венецианската република вече владее острова, въпреки че реално нейното влияние е осезаемо много преди тази дата. След падането на Венеция през 1797 г. островът става част от Австрия. През 1918 – 1921 г. е под италианска окупация, а след Първата световна война попада в границите на Кралството на сърби, хървати и словенци. По време на Втората световна война островът отново е зает от италианците и на него е изграден концентрационен лагер. След края на войната е част от Югославия, а след нейния разпад през 1990 г. – част от Хърватия.